# Éducation critique aux médias
L’éducation critique aux médias fait partie d’une volonté politique et éducative à vouloir développer une pensée critique face aux médias, et ce pour tous les citoyens.
Le terme « critique » renvoie à la capacité de développer un jugement indépendant sur le contenu des médias. L’éducation critique aux médias vise donc à une analyse et une évaluation de l’information. Notons que le côté de la pensée critique renvoie également à la capacité de faire un lien entre l’information médiatique et ses contextes sociaux. La posture critique adoptée doit être transférable sur tous les contextes médiatiques. Celle-ci dépendra des perspectives et cadres théoriques mobilisés.

## Éducation critique aux médias

### La naissance

#### Introduction et contexte de la naissance
L'éducation aux médias emprunte aux sciences de l'information et de la communication les outils conceptuels et théoriques qu’elle déploie, notamment dans ses perspectives critiques. Elle s’appuie plus spécifiquement sur les études culturelles et médiatiques.  
S'inspirant de la sociologie et des sciences politiques, l'éducation aux médias emprunte également de manière fréquente des concepts propres aux sciences cognitives et à la psychologie,,,,.

#### Histoire de l’éducation critique aux médias en Europe
Entre les années 1920 et 1940, le mouvement liant éducation et médias, né en Europe, se concentrait au départ sur la Presse écrite et le Cinéma. 
C'est en 1930 que débute l’histoire de l’éducation aux médias en Grande-Bretagne.  
Leavis et son élève Thompson avaient pour mission le sauvetage de la culture et la préservation de l’héritage littéraire, des valeurs, des langages et de la santé publique. Pour ce faire, ils écrivent un ouvrage, « Culture and Environment : The Training of Critical Awareness » .
Selon la théorie lévitique, les élèves recevaient les clés pour poser un regard critique sur les fondements d’un texte ou d’un article médiatique. Ces élèves étaient alors considérés comme résistants et discriminants.  
Fin des années 1950 - début 1960, les Cultural Studies britanniques font leur apparition grâce à Raymond Williams et Richard Hoggart. La culture n’est alors plus perçue comme un « set d’artefacts privilégiés » mais comme « tout un mode de vie ». Elle peut alors prendre plusieurs formes : haute culture, culture populaire, les arts et les expériences de la vie. 
En 1970, une autre approche émerge grâce à la Society for Education in Film and Television (SEFT) : la théorie de l’écran portant sur le langage, l’idéologie et la représentation. En effet, l’écran est le véhicule le plus signifiant pour un nouveau développement en sémiotique. Len Masterman, chercheur clé de cette approche, pense que les méthodes sémiotiques devaient conduire à de l’objectivité et de la rigueur analogique. L’objectif est de mettre de côté sa subjectivité pour voir les idéologies cachées des médias. 
Deux tendances contradictoires se dégagent alors de l’histoire de l’éducation aux médias : 
- La première est le glissement de l’éducation aux médias vers la démocratisation[8]. Cette tendance considère que la culture populaire peut être prise en compte dans le programme scolaire au lieu d’imposer la culture dominante.
- La deuxième tendance fait référence à une forme de politique défensive. Cette défense est une tentative de protéger les enfants, considérés comme vulnérables, à l’influence néfaste des médias.

L’éducation aux médias s’est déplacée aujourd’hui vers cette approche protectionniste. Les théories sur l’éducation aux médias comme forme d’inoculation idéologique ou de démystification sont aujourd’hui contestées à la suite des changements sociaux et politiques.
Buckingham met en évidence 2 raisons de ces contestations :
- L’attention est portée davantage sur ce que les élèves connaissent déjà sur les médias. Les élèves ne sont plus considérés comme passifs et victimes de l’influence des médias, ils sont plus critiques envers ceux-ci. Toutefois, cela ne veut pas dire que les élèves ne sont pas influencés par les médias et ne doivent pas se renseigner sur ses rouages.
- Le problème central avec l’approche de démystification est sa prise en charge par rapport aux enseignants et élèves. Les profs révèlent la vérité et les étudiants donnent leur consentement. Cela montre une sur-simplification des réalités des pratiques de classe. Il peut y avoir une forme de résistance ou de rejet de ce que dit le professeur, surtout s’il y a une ignorance de la culture populaire.

#### Histoire de l’éducation critique aux médias à l’international
Au cours des années 1920, diverses démarches préliminaires d'éducation aux médias prennent place au sein de l’Union des républiques socialistes soviétiques. Au Canada, les travaux de Marshall McLuhan inspirent les précurseurs en éducation aux médias et contribuent à l’institutionnalisation de la Communication comme discipline académique. 
Les années 1970-1980 débouchent sur des études théoriques concernant l’éducation aux médias et donnent le coup d’envoi à une série de pratiques éducatives sur la scène internationale. L’amorce d’une certaine formalisation de l’éducation aux médias s’étend progressivement au cours des décennies suivantes. L’UNESCO s’implique dans l’éducation aux médias au cours des années 1970 et entreprend un rôle fédérateur de recherche et de transmission des connaissances. 
Les années 1990-2000 voient une consolidation de l’éducation aux médias sur la scène internationale. Cette consolidation est chamboulée par deux phénomènes :
- Des transformations médiatiques majeures, associées au développement et à la diffusion accélérée du numérique;
- L’affirmation de nouveaux besoins, de nouvelles préoccupations qui touchent au développement de compétences et de savoirs sur les médias[2],[10],[11].

## Définition
L’éducation aux médias est un champ dans lequel les recherches se développent, notamment pour répondre aux questions de préoccupations sociales et politiques touchant la consommation et la production médiatique. 
En fonction des auteurs, la signification du terme « éducation aux médias » diverge, mais deux grandes perspectives à propos de ce qu’est l’éducation aux médias se dégagent. 
La première est une vision centrée sur une question plus pédagogique. Il s’agit d’un ancrage scolaire et d’une perspective plutôt culturelle.
Le deuxième point de vue est dirigé vers une analyse des médias plus critique. Le but est ici de donner les clés aux utilisateurs pour qu’ils puissent analyser et comprendre les messages médiatiques. 

### Axe pédagogique
D'après Geneviève Jacquinot-Delaunay, l’éducation aux médias ne peut pas être présentée de manière universelle. Il est donc important de prendre en compte le contexte social, culturel, économique, technologique et politique dans lesquels les messages sont propagés. Même si les modèles d’enseignement ne sont pas identiques dans toutes les cultures, Jacquinot estime que les médias sont à la disposition de tout le monde mais que les institutions scolaires doivent former les individus à prendre du recul sur ceux-ci. 
Jacquinot constate que trop d’éducateurs aux médias se contentent d’utiliser les médias dans leur enseignement sans avoir de méthodologie et d’objectifs clairs, mais aussi de manières d’évaluer les retombées de leurs enseignements. L’accent est donc mis sur l’urgence d’entreprendre des recherches sur les pratiques de l’éducation aux médias avec pour idée de comprendre « ce que l'on fait en le faisant ». Le secteur de l’éducation aux médias est nouveau, fragile et risqué, ce qui implique pour l’enseignant de ne pas pouvoir s’abriter  derrière  les  certitudes de la tradition disciplinaire. De plus, les recherches précédentes en éducation aux médias ne prennent pas en compte les connaissances qu’ont les enfants et les jeunes des médias et leur façon d’apprendre par les médias. 
L’éducation aux médias rassemble en réalité plusieurs disciplines ; elle utilise notamment les outils conceptuels des STIC et diverses théories de la pédagogie critique venant elles-mêmes des sciences de l’éducation. 
Elle se concentre sur des démarches où l’apprenant utilise un processus autocritique, créatif et collaboratif orienté autour de l’analyse et de la construction des textes médiatiques. Les finalités des projets intègrent des valeurs et objectifs sociaux politiques. L’éducation aux médias veut opérer un dialogue constant entre la pratique et la théorie, entre la réflexion et l’action, c’est un champ fracturé. Cependant, ses fondations théoriques sont obsolètes. En effet, elles datent du XXe siècle où la communication médiatique de masse était dominante. Désormais, ces théories sont confrontées à un environnement médiatique convergeant, interactif, individualisé, démocratisé et fonctionnant en réseau. De plus, la diffusion de médias numériques se  généralise : les  industries, les habitudes de production et consommation médiatique se transforment. Dès lors, de nouveaux usages et enjeux apparaissent, c’est pourquoi un renouvellement est nécessaire. Landry retient 4 axes pour le renouvellement :  
- Économie politique des médias

- Technologie médiatique
- Nouveaux usages
- Nouveaux enjeux

En effet, aujourd’hui, les messages médiatiques sont construits et produits dans des contextes spécifiques où le récepteur est vu comme co-constructeur du message de par l’interprétation qu’il en fait. Les médias ont des langages uniques et jouent un rôle dans la compréhension qu’ont les individus de la réalité sociale. 
À cause de la hausse des embrigadements terroristes et les théories du complot que l’on trouve désormais sur Internet, il est d’autant plus important de renforcer l’éducation aux médias à l’école. Cet apprentissage permet l’acquisition de nouvelles connaissances et de savoir-faire comme effectuer des recherches, produire ou encore publier des contenus.  
Pour cela, il existe 3 grammaires modélisées en éducation critiques aux médias : 
- Grammaire constructiviste : l’idée que les élèves doivent faire preuve d’esprit critique face aux médias, tout en créant eux-mêmes des médias.
- Grammaire rationaliste : transmettre des connaissances structurées (accent sur les savoirs).
- Grammaire matérialiste : l’éducation doit assurer le passage d’une conscience première à une conscience critique qui s’appuie sur une connaissance scientifique du réel[16].

L’institution scolaire doit donc refonder sa méthodologie et ses objectifs pour parvenir à intégrer une éducation aux médias dans les écoles. Cela doit se faire en phase avec le contexte socioculturel dans lequel elle est introduite, mais qui assure également une démocratisation du savoir dans une démarche critique.  

### Axe critique
Il existe également divers objectifs à propos de l’éducation aux médias. Selon Geneviève Jacquinot, l’objectif qui reviendrait le plus souvent est celui de « former l’esprit critique du lecteur ou du téléspectateur ».
L’éducation critique aux médias est une discipline qui vise le développement d’une posture d’analyse et de jugement critique chez les apprenants par rapport à cet environnement médiatique. Elle a également pour but de stimuler une certaine « autonomie critique ». D’après Masterman, il s’agit « d’une confiance en soi et d’une maturité suffisante » qui permet de poser un jugement sur un texte médiatique. 
Par critique on entend pensée critique, c’est-à-dire, un mouvement réflexif permettant l’expression d’un jugement de valeurs,. Il faut avoir recours à ce regard critique lorsque l’on se trouve dans une situation critique. Dans ce cas, il est alors nécessaire de posséder un ensemble de clés de lecture pour être capable de percevoir et problématiser les éléments critiques d’une situation médiatique. 
David Buckingham affirme que les médias et la presse n’existent alors que pour alimenter l’illusion d’une actualité, de la réalité des enjeux et de l’objectivité des faits. Ce que veut montrer l’auteur par son essai est le fait qu’il est nécessaire de développer une approche critique de l’information. Il faut se demander qui tire avantage de la situation. 
En résumé, l’éducation aux médias se concentre alors sur l’analyse, la compréhension et la réflexion critique de messages médiatiques. L’objectif est ici le développement des habitudes, des compétences et des savoirs nécessaires à la compréhension du message. L’éducation aux médias sert donc à sensibiliser les personnes à un certain nombre d’enjeux liés aux médias,.
De plus, l’éducation aux médias est un champ d’étude complexe et « autonome » constitué  d’un ensemble de recherches déterminant ce domaine comme objet de recherche et champ de connaissance. Ce dernier comporte un ensemble de pratiques éducatives ainsi qu’une gouvernance propre établie sur divers acteurs et politiques publiques. Cela pousse donc à une reconnaissance politique de la discipline. Enfin, il est à noter qu’aujourd’hui le numérique vient ébranler les bases de l’éducation aux médias et les remettre en question.  

### Grammaires de l'éducation critique aux médias
Trois « grammaires » peuvent être modélisées en éducation critique aux médias. Ces grammaires peuvent être entendues comme des courants qui vont influencer la façon de penser l’éducation aux médias. 

#### Constructivisme
La première est la grammaire constructiviste, présentée par John Dewey. Selon lui, l'éducation joue un rôle fondamental pour préparer le citoyen à sa participation démocratique. Il est en faveur de la participation active des élèves, ce qu’il appelle le « Learning by doing ». L'accent est mis sur l'acquisition de compétences en étant ainsi acteur de son apprentissage. Le constructivisme mis en avant ici est le fait que « les élèves apprendront à faire preuve d'esprit critique face aux médias en en créant eux-mêmes ».
Cette approche est liée au socio-constructivisme, qui est défini comme un courant pédagogique qui combine École active et psychologie constructiviste. Les limites de ce courant sont de plusieurs ordres. Tout d’abord, si l’on admet que l'information est construite, on peut alors se demander quelle réalité se trouve au-delà de cette construction médiatique. « En outre, plus d’une théorie met en avant les capacités des acteurs, plus elle semble dissoudre les rapports sociaux qui pèsent sur eux et parvenir, de ce fait, à une approche acritique de la réalité ».

#### Rationalisme
La deuxième grammaire est la grammaire rationaliste, que l’on peut attribuer à Noam Chomsky. Ce courant s'oppose au constructivisme. Ici, il s'agit de transmettre des connaissances structurées, et il y a un accent mis sur les savoirs. Au niveau pédagogique, ça se rapproche plus de l'enseignement explicite. Ce discours est accusé de ne pas laisser de place à la pluralité des discours et aux capacités de décodage du public. 

#### Matérialisme
La troisième grammaire est la grammaire matérialiste, élaborée par Paulo Freire. Il part du constat que l’éducation n'est jamais neutre, elle est orientée par des valeurs qui impliquent une certaine vision de la société. « L'éducation doit assurer le passage d'une conscience première à une conscience critique qui s'appuie sur une connaissance scientifique du réel ». Pour développer l'esprit critique, Freire pense qu'il faut utiliser une méthode dialogique, reposant sur une pédagogie de questionnement, plutôt que de se limiter uniquement à la transmission de connaissances.  
Cette méthode se distingue du socio-constructivisme par sa finalité nettement plus politique, ce qui peut être l’une des limites que l’on peut constater. La particularité de ce courant a été d'insérer l'éducation aux médias dans des contextes socio-culturels. 
Il est nécessaire de varier les méthodes dans sa manière d'enseigner pour profiter des avantages de chacune. Dans les trois approches, la formation à l'esprit critique doit s'appuyer sur la discussion à visée philosophique mettant en œuvre des conflits socio-cognitifs. Aujourd'hui, selon Freire, l'éducation aux médias dans les écoles est plutôt fondée sur une grammaire constructiviste. Les deux autres méthodes pourraient apporter une vision critique plus poussée que celle-ci, mais elles ne laissent pas assez place à la diversité des réceptions. 

### Courants

#### Postmodernisme
Le Postmodernisme n’est pas une nouvelle période historique mais bien la suite du modernisme. Le postmodernisme est une conception où les caractéristiques sont différentes mais subordonnées. Il n’y a pas de style précis mais plutôt une série de caractéristiques. 
Le postmodernisme relève d’une attitude critique cherchant à̀ interroger des données que le modernisme, aurait refoulées. 
Comparé au haut Modernisme qui veut d’abord mettre l’accent sur la matière première, le contenu initial et ensuite, mettre l’accent sur le sens de l’histoire, le coté social. Le postmodernisme lui va s’interroger sur la possibilité de l’art politique. On observe l’émergence d’un nouveau type de profondeur. On s’interroge également sur le rôle de la photographie dans l’art contemporain. Il ne s’agit plus ici de prendre en compte le contenu mais bien de se focaliser sur l’objet lui-même. 
Ensuite, on a ici une diminution de l’influence de la culture postmoderne. Il y a une diminution aussi du côté affectif, des sentiments, des émotions. Il y a une superposition décorative. 
Enfin, les sentiments sont maintenant impersonnels. On observe la fin du « style », au sens unique et personnel du terme.  

#### Virtualités postmodernes
L’axe est essentiellement fondé sur les changements importants des systèmes de communication dans la société́ « postmoderne », ancré dans une potentielle culture postmoderne, une alternative défectueuse à la société actuelle. L’importance des autoroutes des communications (arrivée du téléphone, de la radio, du cinéma, la télévision et l’ordinateur) cultivent de nouvelles configurations de l’individualité́ où les médias sont un nouvel ensemble de politiques qui dirigent et règlementent cette communication. La réalité virtuelle est un nouveau point à penser et à éduquer. Le « Virtuel » renvoie à̀ des situations qui entaient presque des substituts mais la réalité virtuelle est plus ambiguë, car cela signifie que la réalité́ peut être démultipliée et prendre plusieurs formes. Notamment avec les communautés virtuelles qui remettent en question l’identité fixe et stable de l’individu dans sa « Communauté́ réelle ».

##### Utiliser le postmodernisme pour construire une nouvelle citoyenneté
Selon Kellner et Share, il faut développer les compétences qui renforcent la démocratisation et la participation civique. L’éducation critique aux médias crée de futurs adultes actifs dans une société démocratique en acquérant une autonomie critique et une solidarité́ critique via une multidisciplinarité. 

#### Multiculturalité
L’éducation aux médias ne peut pas être généralisée car elle diffère d’un pays à l’autre. Dans ce paradigme, la notion de formation de l’esprit critique des élèves doit être accompagnée de précision quant à la méthode et aux effets obtenus. Le courant explore la nécessité de laisser libre champ aux écoles quant à l’intégration de l’éducation aux médias au sein de leur cursus. 
À travers son article, Geneviève Jacquinot-Delaunay essaie de faire ressortir les points d’ombre, les contradictions liées à la nécessité d’introduire l’éducation aux médias dans les écoles et prouver que l’on doit d’abord rénover des conceptions déjà figées, sous-jacentes à ces pratiques. 
Elle aborde ainsi trois points: 
- Le fait de penser l'éducation aux médias à l'intérieur des structures politiques, culturelles et sociales, ce qui annule toute prétention à une charte internationale d'éducation aux médias ;
- Le fait d’entreprendre de manière urgente des recherches sur les pratiques de l'éducation aux médias (y compris dans leur dimension institutionnelle, théorique et méthodologique) pour mieux comprendre, à travers la diversité de ces pratiques, « ce que l'on fait en le faisant » ;

- Le fait de repenser le rôle de l'école dans cette société technologique qui est et sera de plus en plus la nôtre.

Étant donné que les médias sont transculturels, voire de plus en plus multiculturels, et présents dans des sociétés polyculturelles, Jacquinot estime qu’il faut penser l’éducation aux médias de manière à respecter les spécificités politiques et culturelles de la société dans laquelle on se trouve. De ce fait, l’éducation aux médias est promue de manière différente dans chaque pays, provoquant de nombreuses contradictions dans ce domaine. 
Geneviève Jacquinot propose d’établir de nouvelles recherches pour mieux comprendre et entreprendre les actions liées à l’éducation aux médias. La transmission d’informations différant également d’un pays à l’autre, la nécessité de recherches axées de manière qualitative peuvent être mises en place, s'inspirant peut-être même des méthodes ethnographiques. 
Selon l’auteure, il faudrait réévaluer la connaissance et la façon dont elle est produite. 

#### Courant libéral et conservateur
Henry Giroux est un partisan de la pédagogie critique pour développer des citoyens critiques. Il oppose deux théories : la théorie de la reproduction et la théorie de la résistance.

##### Théorie de la reproduction
Selon cette théorie, les écoles sont dépendantes des politiques au pouvoir et sont des outils de la reproduction des inégalités sociales. Ces reproductions se font dans trois domaines : la culture qui favorise la culture dominante, l'économie qui classe les élèves selon leurs niveaux de vie, et la hiérarchie de l'État.  
Cette théorie est divisée en deux types de pédagogie : la pédagogie conservatrice où l'intérêt commun prime sur l'intérêt individuel, et la pédagogie libérale qui prône le choix individuel, impliquant notamment que l'élève peut choisir son parcours scolaire. 

##### Théorie de la résistance
Cette théorie reproche à l'enseignement cette contribution aux mécanismes de reproductions des positions sociales. L'école y est vue comme un espace de luttes permanentes et évolutif. Dans cette théorie, la pédagogie est plutôt radicale ; il y a une importance des relations, une intégration sociale et une critique de l'idéologie dominante.

## Comment éduquer aux médias?

### Concepts clés
Différents auteurs se sont penchés sur la question et offrent des pistes pour intégrer une éducation critique aux médias dans un cadre scolaire (des jeunes enfants aux adultes). 
Kellner et Share et le Center for Media Literacy (CML), identifient cinq concepts clés qui sont au cœur de l’éducation aux médias. 
1. Principe de non-transparence : Tous les messages des médias sont « construits ».
2. Codes et conventions : Les messages des médias sont construits en utilisant un langage créatif avec ses propres règles
3. Décodage du public : Différentes personnes vivent différemment le même message médiatique
4. Contenu et message : Les médias ont des valeurs et des points de vue intégrés
5. Motivation : Les médias sont organisés pour gagner du profit et/ou du pouvoir[25]

### Recommandations des différents auteurs pour l’éducation effective aux médias

#### Choisir (notion de plaisir)
Sur la base de son expérience avec les classes d’adultes, Tisdell propose de choisir le média ou le film avec les élèves afin que ceux-ci éprouvent le plaisir à le regarder, ce qui facilite l’analyse. Toutefois, le professeur doit orienter les choix sur des sujets intéressants. 
Pour Alvermann et Hagood, l’éducation critique aux médias dans les curricula peut se faire par l’intégration d’éléments didactiques issus de la culture populaire, qui est souvent considérée comme une notion de plaisir. Cette intégration peut cependant avoir certaines limites. En effet, selon des expériences menées par Buckingham et Sefton-Green, les étudiants peuvent réagir de manière négative à l’intégration d’éléments didactiques liés à la culture populaire dans les classes, soit parce qu’ils ont inconsciemment intégré que le système éducatif classique rejette la culture populaire, soit parce qu’ils se sentent gênés à l’idée qu’un adulte s’approprie ces codes et cette culture, qui permettent aux jeunes d’appréhender le monde dans lequel ils vivent. Ajouter des éléments didactiques dans le système éducatif peut créer une sorte de malaise. Alvermann et Hagood proposent une solution à cette limite dans l’assouplissement de la relation enseignant/élève, qui passerait d’une relation dominant/dominé à une relation plus égalitaire, ce qui permettrait d’inclure de nouveaux outils pédagogiques, notamment issus de la culture populaire, et peut-être offrira la possibilité d’enseigner de nouvelles compétences. 
Hobbs rejoint cette idée de choix. En effet, elle propose de choisir des sujets d’études que les élèves maitrisent mieux que les professeurs, car cela a l’avantage de supprimer les relations de pouvoir au sein de la classe.  
Dans ce contexte de saturation de l'information, il devient un impératif éthique de ne pas contribuer à la surcharge culturelle et informationnelle et de communiquer avec concision ses pensées et ses sentiments.

#### S'identifier
Choisir des médias auxquels les élèves peuvent s'identifier permet de faire évoluer leur représentation d'un sujet. 
Pour éduquer de façon efficace, il est nécessaire d’avoir une approche ascendante avec les élèves. Autrement dit, il faut partir de la culture, des expériences et des connaissances de ces derniers et pas uniquement de ce qui est représenté majoritairement dans les médias. Une analyse critique qui explore et expose les structures de l'oppression est essentielle, car le simple fait de se faire entendre est quelque chose que tous les groupes peuvent revendiquer. Il faut alors ouvrir des espaces et créer des opportunités pour que les personnes en position subalterne aient la possibilité de lutter collectivement contre l'oppression pour exprimer leurs préoccupations et créer leurs propres représentations.

#### Processus hégémonique
Les médias jouent un rôle dans notre compréhension des “autres” marginalisés et/ou des processus hégémoniques de la société. Par l’analyse critique des médias que nous regardons, films ou télévision, nous pouvons devenir plus conscients de la manière dont fonctionnent les processus hégémoniques. Il faut être plus conscient de l’autre marginalisé et du rôle des médias dans le renforcement et la résistance de ces images dans la culture dominante. Les professeurs doivent y penser dans le choix des films étudiés, qui montrent volontairement ou non des personnes marginalisées. 
Selon Kellner et Share, les médias ont tendance à mettre en avant les points de vue et les représentations d’un groupe dominant ainsi que des messages naturalisés qui poussent rarement à la remise en question aux dépens d’une majorité marginalisée.

#### Interaction
Selon Tisdell, c’est l’interaction après un visionnage qui permet aux élèves de développer leur réflexion critique et leur Littératie médiatique. En effet, chacun y met au défi l’autre de voir le média d’un autre angle et de le comprendre autrement. Cette interaction rend plus facile l’apprentissage transformatif et permet une analyse plus profonde des problèmes de diversité et d’équité en société. Cependant, il y a une limite : Tisdell explique qu’il peut y avoir une saturation des représentations et des analyses possibles à avoir lors de discussions. Il arrive alors un point dans la discussion où on pense qu’il n’y a plus rien à dire. Une manière de contourner cela est d’encourager les téléspectateurs à développer une activité de littératie médiatique critique pour d’autres personnes, c’est le rôle des “facilitateurs” (professeurs, parents, médiateur, amis , etc.). 

## Pourquoi?

### La fracture numérique
La « société de l’information » amène à la notion de fracture numérique. L’éducation critique aux médias vise à réduire les fractures numériques et donc les inégalités entre les individus. 
On constate que les Technologies de l'information et de la communication (TIC) ont des effets discriminatoires car ces effets sont perçus dans divers domaines : travail, développement professionnel, consommation, interactions sociales et exercice de la citoyenneté.   
Selon une étude menée conjointement par 5 auteurs (M. Hagood, K. leander, C. Luke, M, Mackey et H. Nixon), l’éducation aux médias, aujourd’hui, ne doit plus s’adresser uniquement aux jeunes. Les nouveaux médias sont accessibles à tous et concernent l’ensemble de la société.
L’éducation aux médias doit donc s’universaliser et prendre également en compte l’utilisation médiatiques des adultes. Le monde scolaire doit également se réformer. En effet, les nouvelles méthodes pédagogiques mettent l’emphase sur les nouvelles technologies, cependant le corps professoral n’est pas toujours formé en conséquence.  
Le but de l’éducation aux médias doit non plus se limiter à former les nouvelles générations mais bien à mettre à jour toutes les couches de la société. L'usage et l’accès aux connaissances médiatiques a profondément changé avec l’apparition du numérique. Le développement de nouvelles méthodes d’éducation, se basant notamment sur le travail déjà réalisé, est nécessaire.   
La norme de la société de l’information appelle à un accès universel et une utilisation des TIC par tous, à un modèle d’utilisation particulier des TIC qui valorise le développement de compétences numériques spécifiques, à certaines normes de comportements qui renforcent l’injonction à la responsabilité individuelle et à la prise en charge de soi, dans l’acquisition et le maintien des compétences TIC (via l’apprentissage tout au long de la vie notamment).  

### La nécessité de développer l’esprit critique
Il est nécessaire selon certains auteurs d’éduquer quant à l’adoption d’une position critique face aux Médias de masse car ceux-ci symbolisent l’emprise d’une culture dominante héritée des forces consuméristes propre au modèle du Capitalisme. 
Le média participant à une construction sociale, il est démontré que l’émergence de la société de consommation et son extension aux médias a fait en sorte que la population ne vit plus qu’à travers un système de représentations qui est une mise en scène de la société.  De ce fait, la population ne vit plus que pour consommer. Dans une pensée quelque peu similaire, Roland Barthes considère que la classe bourgeoise use de la technique du mythe afin d’asseoir sa domination culturelle en créant une Idéologie, la création d’une réalité imperméable et indiscutable. Pour aboutir à cela, les images sont séparées de leur contexte et remaniées afin de transmettre une information différente. Ces mythes sont composés de figures théoriques, réparties en 2 grandes catégories : les essences et les balances. Pierre Bourdieu parle également d’une violence culturelle et symbolique exercée par les élites.   
Cette influence des médias de masse se transmet non seulement par la Télévision, mais également par le biais de la radio, de la musique, des jeux vidéo, etc.
Selon McLuhan, le média est une extension de nous-mêmes. Il forme et contrôle l'échelle de l'association et l’action humaine.
À propos de la télévision et de ses répercussions sur la culture de masse, Pierre Bourdieu décrira que celle-ci aborde volontairement des sujets qui touchent un grand public par le biais d’une dépolitisation et d’une censure inconsciente de la communauté journalistique. Ainsi, la télévision constitue un socle moralisateur et culturel, délimitant les informations accessibles à la population et définissant ces dernières selon les volontés de l'audience.  L’auteur utilisera alors l’exemple de la France, qui est passée d’une politique culturelle étatique « élevée » dans les années 50 à une offre « démagogique » de programmes de Téléréalité et de shows marqués par l’exhibitionnisme et le voyeurisme (années 90). 
Cette culture de masse aussi appelée “culture populaire”, la "culture du peuple" comporte de nombreux dangers, notamment pour les jeunes. En effet, de nombreux risques ont été mentionnés comme : le développement d’une culture haineuse, le Conspirationnisme ou encore l’appauvrissement de la culture.  Pour protéger les jeunes et éviter ce risque de « méséducation ». Dû à cet afflux d’informations, il est nécessaire d’enseigner et développer leur esprit critique quant aux différents médias auxquels ils sont confrontés au quotidien. D’où la nécessité d’enseigner à la population ce qu’est l'éducation critique aux médias, cette dernière englobant la littératie critique des médias, à savoir les compétences de compréhension, d’appréhension et d’analyse critique des médias que nous consommons quotidiennement.   
À côté de ces dangers, la culture de masse véhicule également une vision plus inclusive en montrant que la reconnaissance ainsi que l’appréciation des différences sociales peuvent également être sources de plaisir. Un exemple concret, par exemple, concerne la présentation du désir sexuel entre personnes de couleur de peau différente comme symbole de tolérance et d’ouverture d’esprit.
L’objectif de cet apprentissage est essentiel car il permet de devenir des participants actifs de la société démocratique. L' éducation critique aux médias donne aux individus un pouvoir sur leur culture qui leur permet ainsi de créer leurs propres significations et identités pour façonner et transformer les conditions matérielles et sociales de leur culture et de leur société. L’objectif est d’acquérir une autonomie et une solidarité critique, et cela afin de ne plus voir la technologie comme neutre, mais de devenir des penseurs critiques indépendants et interdépendants. L’éducation critique aux médias est intimement liée à la démocratie radicale qui vise à développer les compétences qui renforcent la démocratisation et la participation civique ».  

### Une culture multiple
Selon Néstor García Canclini, les différentes cultures ne sont plus constituées en un ensemble fixe. En effet, avec les médias de masse, les hybridations culturelles s'étendent. La diversité de la culture était déjà présente mais les nouvelles technologies transmettent tous ces messages culturels et ce, sans neutralité. Désormais, les frontières (temporelles, spatiales…) se brisent et chaque utilisateur peut créer sa propre culture. On peut maintenant créer une culture hybride facilement accessible et cultivée grâce à la diversité des outils mis à disposition. Cependant, cet accès quasiment illimité dépend fortement de l'usage que les différents acteurs en font. Cela peut donc provoquer des mouvements unificateurs comme des conflits. C’est pourquoi il est important d’éduquer les individus aux technologies en information et communication (TIC) et à la diversité culturelle qu’elles offrent.   

## Qui éduquer?
Il est très facile de succomber aux médias et aux séries de contenus qu’on nous propose au quotidien. Cependant, pour effectuer une utilisation optimale de tous ces médias, il est essentiel de savoir prendre du recul par rapport à tous ces contenus. Pour ce faire, une éducation aux médias est requise mais à qui cela s’applique-t-il ? 

### Éducation dans la société
Il faut veiller à éduquer la société, c’est-à-dire l’ensemble des humains afin qu’ils comprennent ce qu’il se passe dans différentes parties du globe, vis-à-vis de la femme. C’est ce que Chandra Talpade Mohanty tente d’enseigner dans son ouvrage  Sous les yeux de l'Occident : recherches féministes et discours coloniaux (Under Western Eyes) ; il faut pouvoir ouvrir les yeux de chacun sur les pratiques et les méthodes qui montrent que, les femmes sont vues comme des victimes et subissent des violences des hommes afin que cela ne soit plus vu comme une normalité. Le Féminisme apparait donc pour montrer aux femmes occidentales et du tiers-monde qu’il est possible de se révolter contre toute cette injustice. S’il n’y avait pas la "femme du tiers monde", alors la représentation des femmes occidentales serait précaire. Il faut donc que l'une permette et soutienne l'autre. 
Par ailleurs, Eileen R. Meehan, à travers son article « Gendering the Commodity Audience : Critical Media Research, Feminism, and Political Economy » veut éduquer la société sur l’influence du secteur de la télévision en fonction du féminisme/de la place de la femme/le patriarcat. En effet, selon elle, l’industrie de la télévision est structurée de manière à discriminer toute personne n'appartenant pas à l'audience de base des hommes blancs, de 18 à 34 ans, hétérosexuels, anglophones et de classe sociale élevée. 
De plus, il convient également qu’il faut éduquer les personnes qui utilisent couramment les technologies de l’information et de la communication. En effet, elles n’ont peut-être pas toujours conscience du contenu qu’on leur expose et de ce fait, ne savent pas discerner le vrai du faux. Dès lors, selon Elizabeth J. Tisdell, il faut éduquer les personnes par les médias, en leur apprenant à analyser de façon critique ce qui est représenté dans les médias que nous consommons quotidiennement. 
Enfin, selon Mark Poster, l’arrivée du téléphone, de la radio, du cinéma, la télévision et l’ordinateur cultivent de nouvelles configurations de l'individualité. Il faut donc éduquer les individus sur l’aspect de la « virtualité » car, régulièrement, nous codons chacun notre identité sur un écran. Les personnes doivent alors se concentrer et réglementer cette nouvelle facette des médias afin de ne pas avoir de changements trop importants aux niveaux communicationnel et culture.

### Éducation dans les écoles
Ensuite, l’éducation aux médias se tourne vers les enfants et les élèves. Selon Daniel Mesguich, il est possible d’éduquer les enfants grâce à une méthode philosophique intitulée « PPE » Philosophie pour enfant. En effet, si certains affirment qu’il faut posséder une certaine maturité intellectuelle et disposer de connaissances encyclopédiques pour pouvoir philosopher, l’article tend à prouver le contraire. Il est donc possible d’utiliser des méthodes philosophiques chez les jeunes, mais cela requiert un apprentissage et un guidage de la part de personnes qualifiées telles que des enseignants. Dès lors, la méthode PPE, sur le long terme, permet aux enfants de développer une pensée plus critique et d’effectuer des échanges de type dialogique critique. 
Pour Walter Benjamin, grâce à cette éducation, les enfants vont développer une pensée critique dialogique afin qu’ils puissent discerner le vrai du faux de manière autonome, ainsi que faire preuve d’une ouverture d’esprit pour être plus critique face aux médias. De ce fait, selon Pereira, les enfants/élèves pourront développer une bonne utilisation des médias et maîtriser de nouvelles connaissances ainsi que des savoir-faire. Ils pourront alors acquérir une certaine autonomie d’expression de leurs opinions pour Kellner et Share. 
C’est ce que Buckingham D. tente de démontrer, il faut éduquer les élèves sur l’évolution de l’éducation aux médias dans l’enseignement. En fonction de la démocratisation (inclure la culture populaire dans l’apprentissage scolaire au lieu d’une culture dominante) et de la politique défensive (tentative de protéger les enfants des effets néfastes des médias), l’éducation en Grande-Bretagne s’est déplacée vers la seconde approche. 
Dans son article, l’auteure Geneviève Jacquinot tente également, à partir d’exemples précis, de dégager les ambiguïtés et les contradictions sur la nécessité de rénover l’éducation aux médias. En effet, cet article essaye d’éduquer les élèves et étudiants sur les médias en fonction des différentes régions pour que ce soit en phase avec le contexte socioculturel dans lequel l’éducation est introduite. Jacquinot souligne qu’il faut former l’esprit critique du lecteur ou du téléspectateur. Cependant, même si les médias sont à la disposition de tous, c’est à l’institution scolaire qu’il revient de former les individus à avoir du recul sur ces derniers et à savoir les remettre en question. C’est pourquoi les processus d’apprentissage scolaires doivent se faire en travaillant « avec » et « sur » les médias afin de développer l’esprit critique des individus qui y sont dorénavant confrontés dans tous les moments de leur vie.

## L’éducation aux médias à l’ère du numérique

### Contexte
Avec le temps, les relations entre les jeunes et les médias changent ; cet environnement étant en pleine mutation, nous arrivons donc à une nouvelle perspective de l’éducation aux médias à l’ère du numérique. Plusieurs auteurs se sont penchés sur la manière dont l’éducation aux médias a évolué. 
Dans son ouvrage traitant de « L’œuvre d’art à l’ère de la reproduction mécanique », Walter Benjamin étudie les nouvelles conditions de production et de réception d’une œuvre d’art au XXe siècle. Dans son texte, il se base essentiellement sur l’apparition de la photographie et du cinéma. 
Benjamin parle des points positifs à ces nouvelles techniques de reproduction et aux développements des « nouveaux » médias. 
Avec l’arrivée de ces nouveaux médias, il y a, dans un premier temps, un certain changement de mode de perception de la réalité que permet le cinéma. Effectivement, une caméra permet de voir ce que l’œil humain ne perçoit pas forcément. 
Les médias de masse permettent à un plus grand public d’avoir accès à l’art. On voit alors une démocratisation de l’accès à l’œuvre d’art. 
À l’époque, la toile peinte, qui invitait l’individu qui la regardait, provoquait un certain choc physique, l’écran, lui, provoque chez la personne un choc moral. Il s’agit pour Walter Benjamin d’un point positif puisque l’homme a besoin de s’exposer à des effets de chocs pour nourrir son adaptation aux dangers qui le menacent. 
Cependant, Benjamin n’y voit pas que du positif, et il évoque également les risques liés à la culture de masse, ainsi que les conséquences de la reproduction technique. La marchandisation de l’art et de la culture, à la suite de la nouvelle importance des masses, ainsi que la perte de la qualité, pour privilégier la quantité. 
De plus, il est important de préciser que, malgré le fait que la distraction soit un point positif, les masses cherchant à se distraire en allant voir des films et (ou) en allant au musée ne font pas forcément preuve de concentration. Elles sont donc examinatrices, mais en étant distraites. 

### La pensée dialogique et critique (R. Paul)
Richard Paul est un auteur ayant publié un texte sur la pensée dialogique. L’argument principal se veut d’ordre pédagogique, dans le but que les individus, et plus particulièrement les élèves et étudiants, puissent prendre conscience des points de vue et des propos qu’ils tiennent en rapport avec leurs questions. À partir du moment où l’individu se rend compte de sa propre pensée égocentrique, il pourra plus facilement la surveiller et la mettre en pratique afin de briser cette mentalité égocentrique. La pensée dialogique est donc utilisée comme une stratégie. 
Dans son ouvrage, l’auteur explique que chaque individu a tendance à être égocentrique, à affirmer que sa perspective et son point de vue sont les seuls possibles. Cette tendance est renforcée par les approches de résolution de problèmes et de la pensée critique. 
Chaque individu est ancré par trois principes que Richard Paul appelle « les principes de base ».  
1. Le premier principe explique qu’en fonction de la nature des questions auxquelles il est confronté, l’individu raisonnable va adapter son mode de réflexion.
2. Le second principe s’appuie sur le fait que l’individu est à la fois de nature primaire et secondaire. D’une part, la nature primaire démontre qu’une personne n’a pas besoin de formation ou d’entraînement pour croire ce qu’elle veut croire ou non. D’autre part, pour développer sa nature secondaire, l’individu a besoin de pratique pour reconnaître que son point de vue et sa perspective ne sont pas toujours rationnels.
3. Enfin, le dernier principe évoque le fait que, si l’éducation favorise, utilise ou renforce la formation de croyances irrationnelles, elle nie la responsabilité d’éduquer. En clair, la démocratie est incompatible avec le fait que des personnes ne soient pas éduquées.

Les enfants n’ont que très rarement l’occasion, à l’école, de réfléchir et de s’exprimer en rapport à des questions multi logiques, et donc de développer une pensée dialogique. D’une part, les enseignants, les parents et les pairs qui entourent l’enfant sont très souvent considérés comme des experts ayant la réponse absolue à toutes les questions. D’autre part, il est donc important et nécessaire pour les enfants de découvrir des points de vue différents des leurs et de justifier leurs arguments par rapport à ceux des autres. 
En résumé, il est important que les individus découvrent d’autres points de vue mais qu’ils puissent également justifier et exprimer les leurs. L’éducation ne veut pas dire accumuler des masses d’informations. C’est plutôt distinguer ce qui est vrai ou faux, de manière autonome, en forgeant son propre caractère. Cette éducation veut donc que les individus soient ouverts d’esprit afin de devenir critiques. 

### De quoi l’éducation aux médias numériques est-elle la critique? (M. Loicq)
Le numérique va complexifier l’éducation aux médias  en y ajoutant de nouvelles propriétés et fonctions. La discipline doit alors intégrer trois pôles : production, contenus et pratiques dans une approche pensée de manière articulée afin de simplifier au maximum des fonctionnements qui se complexifient de plus en plus avec l’évolution du numérique. Qui dit nouvelles pratiques dit apparition d’une nouvelle sémantique qui se doit d’être commune à tous. Le numérique est envisagé comme format, outil, objet, contenu sans distinction entre ces différentes utilisations. Cela implique le risque que le terme « numérique » devienne un mot-valise et que l’enjeu principal de l’introduction du numérique à l’école soit manqué. 
Le numérique est un changement de format, cela implique la modification des langages mobilisés dans les contenus. Cela risque d’exclure les analphabètes aux nouveaux codes. Il est donc nécessaire que tout soit fait pour inclure tous les acteurs et n’en laisser aucun de côté. 
C’est une occasion pour repenser les médias et leurs fonctionnements. De plus, intégrer la culture du numérique au programme scolaire doit se faire en parallèle d’une éducation au numérique, car ce sont bien dans ces dernières que se créée et développe une culture du numérique. 
Le format numérique facilite la circulation de contenus, ce qui va impliquer un partage et une appropriation de ceux-ci par les utilisateurs qui de fait seront un nouveau maillon à la circulation de contenus. Autrement dit, le numérique donne l’occasion aux usagers de devenir acteurs du monde médiatique à condition de posséder les clés de lecture et d’utilisation du format numérique. Offrant ainsi la possibilité à ces nouveaux acteurs de changer le contenu proposé et c’est là que l’éducation aux médias intervient pour placer un cadre normatif. 
L’éducation aux médias et à l’information à l’ère numérique implique la démystification de l’aspect supposément neutre des technologies dans le but de pouvoir les contester. Le numérique rappelle que l’éducation aux médias est liée à une éducation culturelle offrant un pouvoir d’agir. 
En conclusion, le numérique pousse à clarifier une démarche critique dans l’éducation aux médias et cela de différentes manières. 
Nous pouvons tout d’abord partir du constat que l’éducation aux médias est une discipline mouvante qui doit en permanence être repensée. En suivant cette logique, cette discipline doit donc s’adapter au numérique en retravaillant ses paradigmes fondateurs.  
Un autre élément à prendre en compte est que la frontière entre l’éducation aux médias et l’éducation par les médias est encore mal définie. Il est donc préférable de concevoir une transition vers le numérique saine si aucune pédagogie quant à l’utilisation de ces médias n’est envisagée. 
L’approche très instrumentale des TIC doit à présent laisser place à une approche dynamique qui met en avant la culture de ces usages aux médias. 

### Repenser l’éducation critique aux médias à l’ère du numérique (P. Fastrez & T. Philippette)
À l’heure du numérique et des nouvelles technologies de l’information et de la communication, il ne faut pas oublier l’importance de mettre en place une approche critique des compétences médiatiques dans le contexte des médias numériques . L’éducation critique aux médias est d’autant plus importante aujourd’hui qu’elle ne l’était dans le passé. La littératie médiatique se structure en quatre formes d’activités médiatiques et en trois types d’objets médiatiques.  
Les quatre formes d’activités de la littératie médiatique sont les suivantes :  
- Lire : décoder, comprendre et évaluer des objets médiatiques.
- Naviguer : chercher des objets médiatiques et explorer des offres médiatiques.
- Écrire : créer et diffuser ses propres productions médiatiques.

- Organiser : catégoriser des objets médiatiques grâce à une typologie ad hoc.

On observe trois types d’objets médiatiques : 
- L’objet technique, il s’agit d’un objet fabriqué ou qui fabrique un contenu médiatique, comme le lecteur Blu-ray, smartphone, télévision par exemple.
- L’objet informationnel, qui représente des objets réels ou fictifs à travers un langage propre (schemes, médiation de code, savoir encyclopédique). Il évoque un concept, une idée, une valeur ou même un sentiment.
- L’objet social, met en relation des personnes, des institutions et des communautés. Il va tisser des relations sociales entre membres de la société.

Il existe des relations qui lient ses trois dimensions de l’objet médiatique (technique, informationnelle et sociale).  
Premièrement, l’essor du numérique a permis de se focaliser sur l’informationnel. La recherche d’information sur Internet, l’analyse et l’évaluation de celle-ci ainsi que notre esprit sont devenues des compétences essentielles de la littératie médiatique. Il y a 6 concepts clés et leurs questions associées :  
- Constructivisme social : qui sont toutes les personnes qui ont pu faire des choix contribuant à la création de ce texte ?
- Langages et sémiotique : comment ce texte a-t-il été construit, diffusé et comment y a-t-on eu accès ?
- Publics et positionnements : Comment ce texte pourrait-il être compris différemment ?

- Politique de la représentation : Quelles valeurs, points de vue et idéologies sont représentés ou manquants dans ce texte ou influencé par ce médium ?
- Production et institutions : Pourquoi ce texte a-t-il été créé et/ou partagé ?
- Justice sociale : qui ce texte avantage-t-il ou désavantage-t-il ?

L’analyse et l’évaluation critiques des médias ont donc bien pour objet de les envisager sous des perspectives multiples, mettant au jour les relations entre leurs contenus informationnels, les ressources sémiotiques qu’ils mobilisent, les personnes, les institutions et les communautés qu’ils relient.  
Deuxièmement, il faut maîtriser les compétences tant en matière de critique médiatique que sur le plan technique des médias eux-mêmes. Ces compétences sont essentielles afin de fonctionner dans la vie quotidienne. Il y a de plus en plus de progrès et l’usager doit rester à jour dans son environnement technique afin de pouvoir utiliser son environnement et de ne pas être marginalisé. Malheureusement, il existe des inégalités quant à l’utilisation d’internet, faisant du tort aux populations pauvres. Voici les 6 catégories de capacités numériques :   
- Opérationnelles (exemple : utiliser ordinateur et internet)
- Formelles (les propriétés formelles des médias numériques)
- Informationnelles (recherche, sélection et évaluation de l’information)
- Communicationnelles
- Créations de contenu

- Stratégiques (l’usage des technologies de l’information et de la communication afin de satisfaire des objectifs personnels ou professionnels)

Troisièmement, des artefacts cognitifs sont utilisés comme objets techniques. En effet, ils sont là pour pallier les limitations de notre système cognitif propre. Ces outils sont des « outil(s) artificiel(s) conçu(s) pour conserver, exposer et traiter l’information dans le but de satisfaire une fonction représentationnelle ». Il y a une mobilisation de compétences spécifiques, qui sont à la croisée de la technique et de l’informationnel.  
Quatrièmement, les technologies de l’information et de la communication donnent de nouveaux moyens d’interagir. Il y a une relation entre la technique et le social.  
Les applications et services proposés utilisent un format standardisé et déterminé. Il y a une sémiotique spécifique aux réseaux et médias sociaux définie majoritairement par son infrastructure technique. L’industrie du web régule l’ensemble des relations sociales qu’elle abrite.   
Les algorithmes traitent automatiquement nos interactions sociales, il s’agit de la sociomatique. Il existe quatre familles d’algorithmes :       
- La popularité : plus on a de vues, plus on est susceptible de le voir.
- L’autorité : si beaucoup de liens pointent vers une ressource semblable.
- La réputation : nombre de “likes” (j’aimes), de partages.
- La prédiction : on présente un monde conforme aux actions passées de la personne, permettant de prédire ses futures actions.

L’usager doit donc ici aussi obtenir des compétences (sociomatiques) afin de s’interroger sur ce que le système nous propose afin d’explorer au mieux le monde numérique. 
En conclusion, la littératie médiatique critique à l’ère du numérique concerne l’analyse et l’évaluation critique des objets médiatiques, la technique et l’informatique pensée et conçue comme des artefacts cognitifs (combinant informationnel et technique) et les configurations sociales engendrées par les outils et les algorithmes que nous avons qualifiés de « sociomatiques ». Il faut articuler les dimensions plutôt que les séparer. Dans la plupart des situations médiatiques, les trois dimensions jouent un rôle conjoint pour pouvoir comprendre, analyser et concevoir des médias de manière critique.